# Un amour excessif
Un amour excessif est le premier roman d'Eliza Haywood, paru en 1719-1720 sous le titre anglais : Love in Excess. Il a rencontré à l'époque un grand succès, avec plusieurs rééditions dans les quatre ans suivant sa parution.